# گربس-نیندورف
گربس-نیندورف (به آلمانی: Grebs-Niendorf) یک شهر در آلمان است که در لودویگسلوست-پارشیم واقع شده‌است. گربس-نیندورف ۶۹۷ نفر جمعیت دارد.